# James Pierpont (mathématicien)
Pour les articles homonymes, voir James Pierpont.
James P. Pierpont (16 juin 1866 - 9 décembre 1938) est un mathématicien américain né dans le Connecticut.

## Biographie
Son père, Cornelius Pierpont, était un homme d'affaires aisé de New Haven. Il suit ses études secondaires à l'Institut polytechnique de Worcester, initialement en ingénierie mécanique, mais bifurque vers les mathématiques. Il se rend en Europe après son diplôme en 1886. Il étudie à Berlin puis à Vienne. Il prépare son doctorat à l'université de Vienne suivi par Leopold Gegenbauer et Gustav von Escherich. Sa thèse, soutenue en 1894, est intitulée Zur Geschichte der Gleichung fünften Grades bis zum Jahre 1858. Après sa soutenance, il retourne à New Haven et est recruté comme maître de conférences à l'université Yale, où il a passé la majeure partie de sa carrière. En 1898, il devient professeur. Initialement, ses recherches concernaient la théorie des équations de Galois. À partir de 1900, il travaille sur l'analyse réelle et complexe.
Dans ses cours d'analyse réelle, il a introduit une définition de l'intégrale analogue à celle de Lebesgue. Sa définition fut plus tard critiquée par Maurice Fréchet. Finalement, dans les années 1920, son intérêt se tourna vers la géométrie non euclidienne.

## Prix et distinctions
- 1925 : Conférence Gibbs